# Роберт Ф. Кенеди Млађи
Роберт Френсис Кенеди Млађи (енгл. Robert Francis Kennedy Jr., Вашингтон, 17. јануар 1954), познат по својим иницијалима РФК Млађи (енгл. RFK Jr.), амерички је политичар, правник за животну средину, антивакциони активиста и промотер теорија завере. Од 2025. године налази се на положају америчког секретара здравства и људске службе.
Члан породице Кенеди, он је син правобранилаца и сенатора Роберта Ф. Кенедија, а Џон Ф. Кенеди и сенатор Тед Кенеди су његови стричеви. Кенеди је одрастао у Вашингтону и у Масачусетсу, а дипломирао је на Харварду и Правном факултету Универзитета Вирџиније. Каријеру је започео као помоћник окружног тужиоца у Њујорку. Током 1980-их, придружио се двема непрофитним организацијама фокусираним на заштиту животне средине, Риверкипер и Савет за одбрану природних ресурса. У обе организације, Кенеди је добио правне битке против великих корпоративних загађивача. Постао је ванредни професор права животне средине на Правном факултету Универзитета Пејс 1986. године. Кенеди је 1987. основао Пејсову клинику за судске спорове у области животне средине, и тамо је био на позицијама надзорног адвоката и кодиректора до 2017. године. Основао је непрофитну групу за заштиту животне средине по имену Waterkeeper Alliance 1999. године, а њен председник је био до 2020. Нашао се на гласачким листићима у неким савезним државама као кандидат на председничким изборима 2024.
Од 2005. године, Кенеди је промовисао дезинформацију о вакцинама и теорије завере везане за здравство, укључујући и теорију завере о узрочно-последичној вези између вакцине и аутизма, која је научно доказана као нетачна.

## Кандидат на председничким изборима 2008.
Крајем 2006. године различите групе из америчких држава Њујорка, Калифорније, Тексаса, Масачусетса, Новог Хемпшира, Ајове и Вермонта организовале су озбиљну он-лајн кампању да наговоре Кенедија да се кандидује на председничким изборима 2008. године.

## Кандидат напредседничким изборима 2024.

### Најава
Дана 3. марта 2023. године, у говору на Институту за политику Њу Хемпшира, Кенеди је изјавио да размишља да се кандидује за председника 2024. године. Јутјуб је касније уклонио снимак говора, наводећи медицинске дезинформације.
Кенеди је 5. априла 2023. поднео своју кандидатуру Федералној изборној комисији (FEC). Он је званично прогласио своју кандидатуру на догађају поводом покретања кампање у хотелу Парк Плаза у Бостону 19. априла 2023. године. Одабрао је Бостон за своје лансирање због дубоких политичких корена његове породице у граду, и поменуо је у свом говору да је завршио и средњу школу и колеџ у Масачусетсу.

### Забринутост за личну безбедност
На почетку своје кампање, Кенеди је изразио уверење да би га ЦИА могла убити. "Морам да будем опрезан", рекао је у интервјуу са Џоом Роганом. „Нисам глуп у вези тога и предузимам мере предострожности. Његови коментари одражавали су дугогодишње теорије завере у вези са убиствима његовог оца и стрица.
Од тада је било више потенцијалних претњи Кенедијевом животу током његове изборне кампање. Био је предмет претњи од наоружаног човека који се лажно представљао као маршал Сједињених Држава који је ухапшен у кампањи у Лос Анђелесу. Кенеди је такође примио претеће имејлове у којима се указује на намере да му науди, а уљез је покушао да незаконито уђе у његову кућу у Брентвуду и успео је да пређе преко њене ограде и уђе у њено двориште пре него што га је Кенедијево лично обезбеђење задржало.
Министарство за унутрашњу безбедност, у консултацији са двопартијским конгресним саветодавним комитетом, одбило је Кенедијеве захтеве за заштиту Тајне службе.
Кенеди је одговорио рекавши да: „Од убиства мог оца 1968. године, кандидати за председника добијају заштиту Тајне службе. Али не и ја“, и „Захтев наше кампање укључивао је извештај од 67 страница водеће светске фирме за заштиту, са детаљима о јединственим и добро утврђене безбедносне и безбедносне ризике осим уобичајених претњи смрћу”. Као резултат тога, Кенеди је покренуо јавну петицију да му се омогући приступ заштити Тајне службе.
Одвојене анализе радија CNN и WJNO откриле су да Кенеди није био третиран другачије од других председничких кандидата и да још није испунио услове да аутоматски добије заштиту Тајне службе.

### Финансирање
Кенеди је добио финансијску подршку републиканаца повезаних са бившим председником Доналдом Трампом. Анализа поднесака о финансирању кампање од 30. јуна 2023. показује да су од појединаца који су дали највећи допринос или близу њега, они са републиканском историјом надмашили оне са демократском историјом. Око педесет процената укупних средстава прикупљених од стране American Values 2024, супер PAC-а који подржава Кенедијеву кампању, допринео је Тимоти Мелон, дугогодишњи републикански мегадонатор и Трампов присталица. Кенедијев извештај о финансирању кампање такође је показао значајну подршку људи који су промовисали теорије завере. Стив Кирш, промотер дезинформација о вакцинама против КОВИД-19, донирао је преко 10.000 долара. Остали значајни донатори су активисткиња Еби Рокфелер из породице Рокфелер, милијардер Гевин де Бекер и заговорник абортуса Марк Ли Диксон.

### Партијска припадност и кадровске промене
29. септембра 2023. Медијаите је известио да Кенеди преоријентише своју кампању да се кандидује као независни, а не као демократа. Он је 9. октобра 2023. године потврдио ове извештаје формално најављујући да ће наставити своју председничку кандидатуру као независни кандидат. Најава је одржана на догађају одржаном у Филаделфији. У свом најавном говору, Кенеди је критиковао Демократску и Републиканску странку због тога што функционишу као „једностраначка“.
Пре промене, Кенеди и његов менаџер кампање, Денис Кучинич, изразили су незадовољство изборним процесом демократских примарних избора. Сматран за аутсајдера, често је анкетирао око ниских двоцифрених бројева док се кандидовао за демократску номинацију, а такође је губио подршку у анкетама демократских примарних бирача. Преласком на независну, више се неће кандидовати на демократским примарним изборима.
Након што је Кенеди напустио своју кандидатуру за демократску номинацију у корист независне кандидатуре, његова кампања је доживела промену на бројним кључним позицијама. Менаџер кампање Денис Кучинич је поднео оставку, а Кенедијева снаха, Амарилис Фокс Кеннеди, преузела је водећу улогу. Почетком јануара 2024. Дел Бигтри је заменио Стефаније Спер на месту директора комуникација.

### Приступ листићу
Кенедијева кампања је крајем децембра 2023. наговестила да ће фокусирати своје напоре за приступ гласачким листићима у „Аризони, Калифорнији, Џорџији, Илиноису, Мичигену, Њујорку и Тексасу.“ Дана 27. децембра 2023, Кенедијева кампања је објавила да је постигла успех. приступ гласачким листићима по први пут у Јути, што је следећег дана потврдила канцеларија службеника округа Солт Лејк. Да би помогао у постизању приступа гласачким листићима, Кенеди је поднео папире за оснивање две политичке странке: Независну странку Тексаса у Тексасу и Партију Ми људи у Калифорнији, Делаверу, Хавајима, Мисисипију и Северној Каролини. Ово је било да би се искористили нижи прагови потписа да би се постигао приступ гласачким листићима, пошто потпуно независним кандидатима генерално треба више потписа да би гласали. 23. јануара 2024. кампања је објавила да је Кенеди прикупио потребан број потписа да би се квалификовао за гласање у Њу Хемпширу. 18. априла 2024. кампања је објавила да ће се Кенеди појавити на гласачком листићу у Мичигену као кандидат Странке природног права. Ово је потврдио портпарол канцеларије државног секретара Мичигена.

### Потенцијална Либертаријанска кандидатура
У неколико наврата током своје кампање, Кенеди је отворено флертовао са идејом да тражи председничку номинацију Либертаријанске странке. Номинација би му обезбедила приступ гласачким листићима у не мање од 35 држава.
У фебруару 2024, Кенеди је одржао говор на конвенцији Либертаријанске партије Калифорније, где је такође учествовао на форуму са два Либертаријанска председничка кандидата. Он је добио један глас од 95 датих у сламнатој анкети спроведеној међу учесницима конвенције.
Следећег месеца, председница Либертаријанске партије Анђела Мекардл потврдила је да је у разговорима са Кенедијем. Кенеди је 13. априла рекао да се неће кандидовати као Либертаријанац, јер није предвидео даље проблеме са приступом гласачким листићима.

### Реклама за Супербол
Дана 11. фебруара 2024. године, током Супербола LVIII, America Values 2024 супер PAC је објавио 30-секундни телевизијски спот у знак подршке Кенедију који се састојао од монтиране верзије спота Џона Ф. Кенедија из његове кампање из 1960. године. Оглас је користио исти џингл и мотив, заменивши слике Џона Ф. Кенедија сликама Роберта Ф. Кенедија Млађег и заменивши текст који је гласио „Гласајте за демократе“ са „Гласајте независно“. То је била једина реклама за кампању која се емитовала на националном нивоу током утакмице и која је наводно коштала 7 милиона долара. Кенедијев рођак, Боби Шрајвер, критиковао је рекламу због лика његове мајке, Јунис Кенеди Шрајвер, за коју је веровао да би „била згрожена смртоносним ставовима [Кенедија Млађег] о здравственој заштити“. Кенеди се потом извинио на Твитеру, наводећи да је оглас направљен без икаквог учешћа његове кампање. Кенедијев налог је објавио рекламу и ретвитовао реакције на њу пре него што је извињење упућено.
Подстицај за оглас дошао је од Тонија Лајонса, копредседавајућег American Values 2024, и Никол Шанахан, која је обезбедила 4 милиона долара и помогла у координацији производње. Шанахан, која је касније изабрана да се кандидује са РФК Мл. за потпредседника, је технолошка предузетница који је донирао демократске кандидате. Лајонс је председник и издавач издавачке куће Скајхорс Паблишинг, која објављује Кенедијеве књиге теорије завере.

### Потпредседничка селекција
Адвокатица и филантроп Никол Шанахан је 26. марта 2024. проглашена за Кенедијеву потпредседницу. Након објаве, кампања је саопштила да ће радити на приступу гласачким листићима у 19 држава у којима је кандидат за избор предуслов за учешће на гласачком листићу.
Кампања је 12. марта објавила да је Кенеди одабрао кандидата за избор са ужег избора који укључује бившег америчку представницу Тулси Габард, америчког сенатора Ренда Пола, професионалног фудбалера Арона Роџерса, бившег гувернера Минесоте Џесија Вентура и предузетника Ендру Јанга. Други потенцијални кандидати који су се састали са Кенедијем су мотивациони говорник Тони Робинс, телевизијски водитељ Мајк Роу и адвокат за грађанска права Триша Линдзи. Дана 16. марта, Медијаите је известио да ће Кенеди изабрати Шанахан, а његов менаџер кампање је потврдио да се она разматра. Габард је рекла да јој је Кенеди понудио место потпредседника, али је она то „с поштовањем одбила“.